# Afşar, Taşkent
Afşar là một thị trấn thuộc huyện Taşkent, tỉnh Konya, Thổ Nhĩ Kỳ. Dân số thời điểm năm 2011 là 1.813 người.